# Municipio de Forks (condado de Sullivan)
El municipio de Forks (en inglés: Forks Township) es un municipio ubicado en el condado de Sullivan en el estado estadounidense de Pensilvania. En el año 2000 tenía una población de 407 habitantes y una densidad poblacional de 3 personas por km².

## Geografía
El municipio de Forks se encuentra ubicado en las coordenadas 41°27′30″N 76°37′35″O / 41.45833, -76.62639.

## Demografía
Según la Oficina del Censo en 2000 los ingresos medios por hogar en la localidad eran de $27,969 y los ingresos medios por familia eran $28,333. Los hombres tenían unos ingresos medios de $25,000 frente a los $23,750 para las mujeres. La renta per cápita para la localidad era de $15,451. Alrededor del 10,0% de la población estaban por debajo del umbral de pobreza.